# 大衛·席爾瓦 (計算機科學家)
大衛·席爾瓦 FRS （1976年—）是一名英國計算機科學家和商人。他領導DeepMind的強化學習研究小組，是AlphaGo、AlphaZero的首席研究員和AlphaStar的共同負責人。

## 教育
席爾瓦於1997年畢業於劍橋大學，獲得阿迪生-韋斯利獎，並在那裡與傑米斯·哈薩比斯結識。席爾瓦於2004年回到學術界，在阿爾伯塔大學攻讀強化學習的博士學位，在那裡他共同提出了用於第一個碩士級9×9圍棋項目的算法，並於2009年畢業。他版本的程序MoGo是截至2009年的最強圍棋程式之一。

## 職業生涯
大學畢業後，席爾瓦共同創立了電子遊戲公司Elixir Studios，並擔任其首席技術官和首席程序員，獲得多個技術和創新獎項。
席爾瓦在2011年被授予皇家學會大學研究獎學金，隨後成為倫敦大學學院的講師，現在是教授。他關於強化學習的講座可以在YouTube上找到。席爾瓦從DeepMind成立之初就為其提供諮詢，於2013年全職加入。
席爾瓦近期的研究重點是將強化學習與深度學習互相結合，包括一個直接從像素學習玩雅達利遊戲的程式。席爾瓦領導了AlphaGo項目，最終使其成為第一個在全尺寸圍棋遊戲中擊敗頂級職業棋手的程式。隨後AlphaGo獲得榮譽的9段職業認證，並獲得了坎城獅子獎的創新獎。之後他領導了AlphaZero的開發工作，利用同樣的人工智慧從頭開始學習下圍棋（只通過自己下棋而不是從人類遊戲中學習），然後以同樣的方式學習下西洋棋和日本將棋，達到比其他任何電腦程式更高的等級。
席爾瓦是DeepMind發表文章最多的員工之一，引用次數超過130,000次，h指數為78。
他因在電腦遊戲方面取得的突破性進展而被授予2019年ACM計算機獎
2021年，席爾瓦因其對深度Q-學習和AlphaGo的貢獻而被選為英國皇家學會院士。